# 徳田村 (石川県)
徳田村(とくだむら）は石川県鹿島郡にあった村である。
1889年(明治22年）町村制の施行により設置する。村の名称は、江戸時代には鹿島郡八幡村及び下村が天領、その他の村が加賀藩の領地であったことから、徳川将軍家の徳、前田家の田をそれぞれ一字ずつ取って合わせ、名付けられた。

## 歴史
- 1889年（明治22年）4月1日 町村制の施行により、鹿島郡国分村、千野村、細口村、八幡村、下村、白馬村、国下村、八田村、中挟村、飯川村、江曽村、若林村及び多根村を廃し、その区域をもって鹿島郡徳田村を設置する。
- 同年、初代徳田村長に山口精吉が就任。
- 同年、第1回徳田村会開催
- 1890年(明治23年）山口村長辞職
- 1939(昭和14年）近隣村長の連盟が当時の内務大臣あてに市制施行上申書を送り、同年7月20日に鹿島郡七尾町、東湊村、矢田郷村、徳田村、西湊村及び石崎村を廃し、鹿島郡七尾町、東湊村、矢田郷村、徳田村、西湊村、石崎村及び和倉町字奥原及び字和倉の区域をもって七尾市を設置する。よって、徳田村は50年の歴史に幕を閉じる。

## 歴代村長
- 歴代村長

| 代 | 氏名         | 就任                   | 退任                   | 備考                     |
| -- | ------------ | ---------------------- | ---------------------- | ------------------------ |
| 1  | 山口精吉     | 明治22年（1889年）5月  | 明治23年（1890年）4月  | 初代村長                 |
| 2  | 平野鎌太郎   | 明治23年（1890年）4月  | 明治25年（1892年）12月 |                          |
| 3  | 神野浅右衛門 | 明治25年（1892年）12月 | 明治30年（1897年）1月  |                          |
| 4  | 水口平内     | 明治30年（1897年）1月  | 明治31年（1898年）1月  |                          |
| 5  | 堀岡嘉助     | 明治31年（1898年）1月  | 明治39年（1907年）5月  |                          |
| 6  | 神野浅右衛門 | 明治39年（1907年）5月  | 明治43年（1910年）6月  |                          |
| 7  | 守田与右衛門 | 明治43年（1907年）6月  | 大正3年（1915年）7月   |                          |
| 8  | 堀岡万吉     | 大正3年（1915年）7月   | 大正5年（1916年）2月   |                          |
| 9  | 神野浅右衛門 | 大正5年（1916年）2月   | 大正6年（1917年）10月  |                          |
| 10 | 土田清七     | 大正6年（1917年）10月  | 大正10年（1921年）11月 |                          |
| 11 | 坂井助松     | 大正10年（1921年）11月 | 大正14年（1925年）12月 |                          |
| 12 | 堀平松       | 大正14年（1925年）12月 | 昭和4年（1930年）12月  |                          |
| 13 | 佐竹弥八郎   | 昭和4年（1930年）12月  | 昭和8年（1934年）12月  |                          |
| 14 | 水口松一     | 昭和8年（1934年）12月  | 昭和14年（1939年）4月  | 後に七尾市議会初代副議長 |